# Jaume Roures

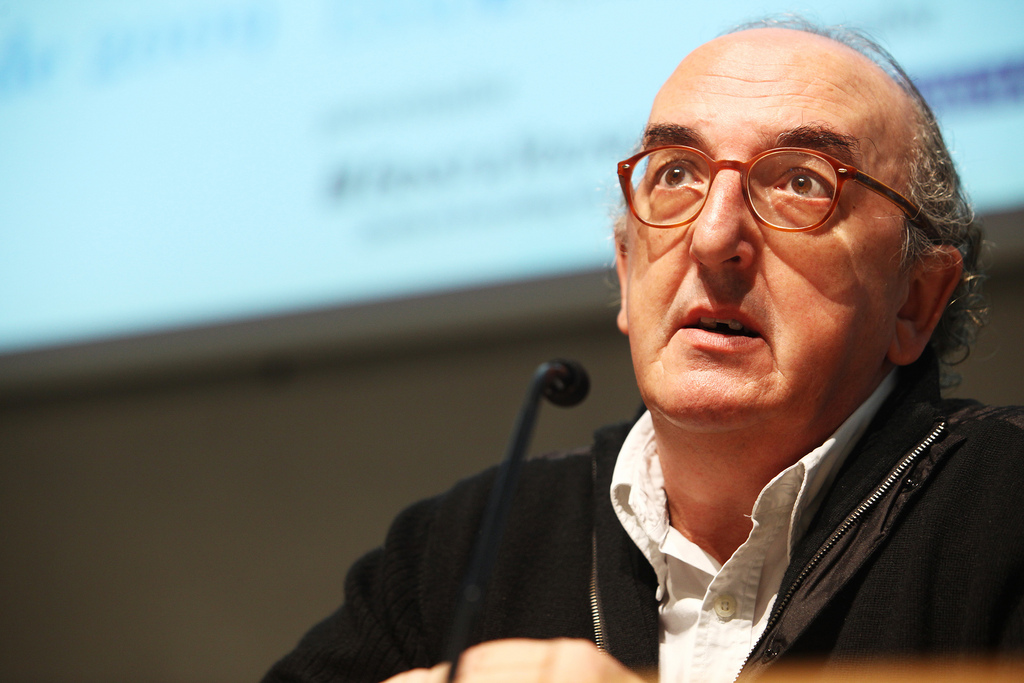
Jaume Roures

Jaume Roures i Llop (* 1950 in Barcelona) ist ein spanischer Filmproduzent.
Bekannt wurde er durch die Produktionen von Vicky Cristina Barcelona (2008), Midnight in Paris (2011) und Der Gott des Gemetzels (2011). Er ist seit 2002 als Filmproduzent aktiv und arbeitete mehrmals mit den Regisseuren Fernando León de Aranoa und Woody Allen zusammen. Bislang war er an mehr als 25 Filmprojekten beteiligt.

## Filmografie (Auswahl)
- 2003: Comandante
- 2005: Das geheime Leben der Worte (La vida secreta de las palabras)
- 2005: Princesas
- 2007: Susos Turm
- 2008: Vicky Cristina Barcelona
- 2008: Sexykiller (Sexykiller, morirás por ella)
- 2010: Ich sehe den Mann deiner Träume (You Will Meet a Tall Dark Stranger)
- 2010: Amador und Marcelas Rosen (Amador)
- 2011: Midnight in Paris
- 2011: Der Gott des Gemetzels (Carnage, Koproduzent)
- 2014: Nobody Wants the Night
- 2015: A Perfect Day
- 2015: Der Perlmuttknopf (El botón de nácar)
- 2020: Rifkin’s Festival
- 2021: Der beste Film aller Zeiten (Competencia oficial)
- 2021: Der perfekte Chef (El buen patrón)